# Box office

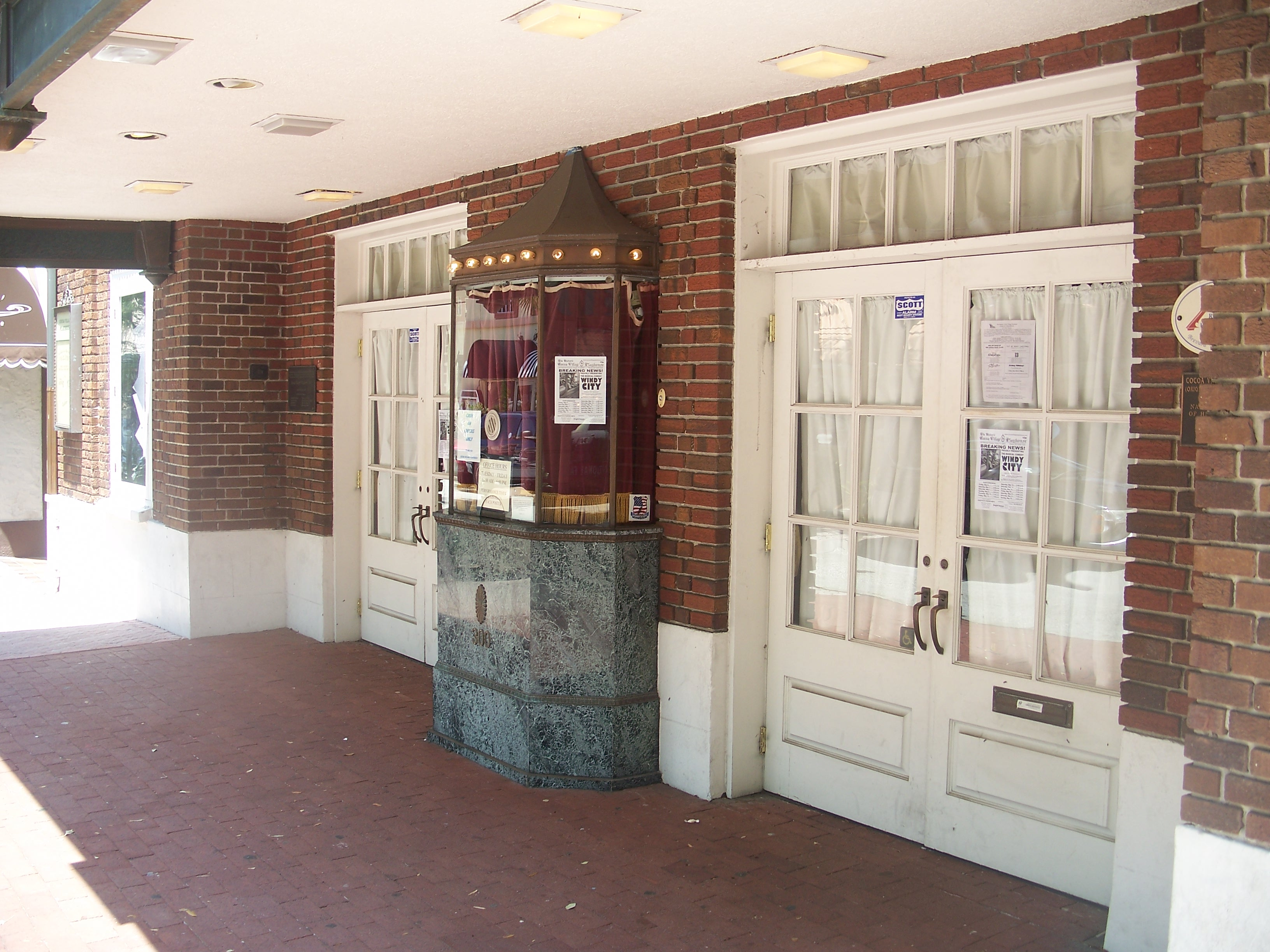
Kasa biletowa w Aladdin Theater w Cocoa (2011)

Box office – pojęcie, które w biznesie filmowym określa liczbę widzów lub przychód ze sprzedaży biletów na dany film. W języku angielskim box office oznacza także kasę, w której kupuje się bilety na seans filmowy, teatralny lub inne wydarzenie artystyczne.